# Propafenon
A propafenon (INN: propafenone) szapora szívverés (pitvari és kamrai szívritmuszavarok) elleni hatóanyag. A szívritmuszavar elleni szerek I.C osztályába tartozik.
Lelassítja a Na-ionok áramlását a szívizom sejtjeibe, így csökkentve azok ingerelhetőségét.

## Metabolizmus
Elsősorban a máj bontja le. Mivel rövid a felezési ideje, a vérben az állandó szint biztosítására napi két-háromszor kell szedni. Hosszú távú hatásai nem ismertek.
Szerkezetében hasonlít egy másik szívritmuszavar elleni gyógyszerhatóanyaghoz, a flekainidhoz, és használatakor ahhoz hasonló elővigyázatosság szükséges. A flekainid és a propafenon – mint a legtöbb egyéb szívritmuszavar elleni szer – megnöveli a ritmuszavarok gyakoriságát (a propafenon 5,3%-kal) elsősorban azokban a betegekben, akiknél szívizomkárosodás van a háttérben. A szerkezetében normális szívben mindkét szer biztonságosan használható.

## Mellékhatások
A propafenon mellékhatásai: túlérzékenységi reakciók, lupus-szerű tünetek, agranulocytosis, központi idegrendszeri zavarok (pl. szédülés, feledékenység, gyomorbántalmak, fémes ízérzet és hörgőgörcs. A betegek kb. 20%-a hagyja abba a gyógyszer szedését a mellékhatások miatt.

## A kezelés megkezdése
A propafenon-kezelést általában kórházi megfigyelés alatt, rendszeres EKG-vizsgálattal kell elkezdeni, mert a ritmuszavarok klinikai megjelenési módjától függően többféle adagolás lehetséges. A kezelés általában viszonylag magas dózissal kezdődik (450–900 mg/nap), majd fokozatosan csökken kb. 300 mg/napra. A legtöbb nyugati országban a maximális napi adag 900 mg/nap.
Gazdaságossági okokból, és a beteg kényelme érdekében újabban néhány klinika bizonyos betegek esetén eltekint a bennfekvéstől. Egyelőre nem lehet tudni, mennyire biztonságos ez a mód, és mely betegek ill. szerek esetén alkalmazható. A klinika szempontjából a viszonylag jó szívizomfunkciójú betegek kezelhetők így.

## Ellenjavallatok
Különös figyelemmel kell végezni a kezelést májkárosodott, asztmás, szívelégtelenségben és bradycardiában szenvedő betegek esetén.

## Készítmények

### Magyarországon is forgalomban levő készítmények[3]
- PROPAFENON
- RYTMONORM

## Sztereokémia
A propafenon egy sztereocentrumot tartalmaz, és két enantiomerből áll. Ez egy racemát, vagyis az (R) és az (S) forma 1:1 arányú keveréke:
| A propafenon enantiomerjei | A propafenon enantiomerjei |
| -------------------------- | -------------------------- |
| CAS-szám: 107381-31-7      | CAS-szám: 107381-32-8      |

### Egyéb készítmények[5]
Propafenon hatóanyaggal:
- Homopafen
- Kenona

A fentieken felül számos hidrokloridsót tartalmazó készítmény is forgalomban van.

## Fordítás
- Ez a szócikk részben vagy egészben  a   Propafenone című angol Wikipédia-szócikk fordításán alapul.  Az eredeti cikk szerkesztőit annak laptörténete sorolja fel. Ez a jelzés csupán a megfogalmazás eredetét és a szerzői jogokat jelzi, nem szolgál a cikkben szereplő információk forrásmegjelöléseként.